# 2020 (مسلسل)
2020 مسلسل لبناني سوري مشترك درامي عرض في رمضان 2021 وكان المقرر عرضه في موسم رمضان 2020 لكنه تأجل بسبب توقف التصوير نتيجة تفشي جائحة كورونا واستُكمل لاحقاً.

## قصة العمل
يدور في أحداث بوليسية يناقش الصراع بين الجيش اللبناني وقوى الأمن وتجار المخدرات النقيب سما التي يقتل زوجها وأخوها جبران الذي يعمل في الجيش أيضًا أثناء قيامه بواجبه، يُوكل إليها العميد غسان مهمة التحري عن المجرمين وتجار المخدرات عائلة الذيب وخاله الحوت وتدخل إلى حياتهم متنكرة باسم حياة شابة تعاني من اضطهاد شقيقها وتنشأ بينها قصة حب وبين الريس صافي لكن يتم كشفها.

## الممثلون
- نادين نسيب نجيم (النقيب سما/ حياة)
- قصي خولي (الريس صافي)
- كارمن لبس (رسمية)
- رنده كعدي (الحاجة ضحى أم ذيب )
- فادي إبراهيم (أيوب الحوت (خال صافي)
- يوسف حداد (العميد غسان )
- ريموند عازار (عاليا والدة سما )
- فادي أبي سمرا (سلطان اللحام )
- جناح فاخوري (منى )
- بيار داغر (الدكتور جلال)
- جنيد زين الدين (يزن)
- فؤاد شرف الدين(حكمت والد سما)
- حسين مقدم (بلبل)
- رولا بقسماتي (وردة)
- أسامة المصري (فريد)
- رامي عياش (جبران)
- ماريتا الحلاني (سعاد)
- وسام صليبا (أيمن/ كرم )
- حسام الصباح (أبو الليل )
- رواد عليو (نورا)
- طوني عيسى (هرم)
- محمود كركي (بائع الكحك)
- كميل يوسف (بدر)
- جمال حمدان
- قاسم منصور (عبده)
- فادية أبي شاهين (عتاب)
- علي يونس (نقيب في قوى الأمن الداخلي)
- تالينا بو رجيلي (ميرا) ابنة سما

## الجوائز
| السنة | الجائزة                                     | الفئة                 | النتيجة | المراجع.    |
| ----- | ------------------------------------------- | --------------------- | ------- | ----------- |
| 2021  | جائزة إي تي بالعربي لأفضل الأعمال الرمضانية | أفضل مسلسل عربي مشترك | فوز     | [ 5 ] [ 6 ] |